# Kishi Hiroyuki
Hiroyuki Kishi (sinh ngày 26 tháng 4 năm 1977) là một cầu thủ bóng đá người Nhật Bản.

## Sự nghiệp câu lạc bộ
Hiroyuki Kishi đã từng chơi cho Gamba Osaka.